# Eero Kolehmainen
Eero Johannes Kolehmainen, né le 24 mars 1918 et mort le 7 décembre 2013 à 95 ans, est un fondeur finlandais.

## Biographie
Même s'il est plutôt un fondeur de longue distances, il s'illustre en 1950 au Festival de ski de Holmenkollen, où il remporte la course de dix-huit kilomètres.
Aux Jeux olympiques d'hiver de 1952, à Oslo, pour son seul départ de la compétition, il gagne la médaille d'argent au cinquante kilomètres, derrière le champion Veikko Hakulinen. Aux Championnats du monde 1954, il est onzième du cinquante kilomètres. Lors de l'édition 1956 des Jeux olympiques, il échoue au pied du podium au cinquante kilomètres avec le quatrième rang. Lors des Championnats du monde 1958, il se classe cinquième.
Ses autres victoires importantes sont la cinquante kilomètres des Jeux du ski de Lahti en 1956 et 1956 et celui des Championnats de Finlande en 1959.
Il reçoit la Médaille Holmenkollen en 1957.

## Palmarès

### Jeux olympiques
| Épreuve / Édition | Oslo 1952 | Cortina d'Ampezzo 1956 |
| 50 km             | Argent    | 4e                     |

### Championnats du monde
| Épreuve / Édition | Lahti 1958 |
| 50 km             | 5e         |